# 斯克維日納

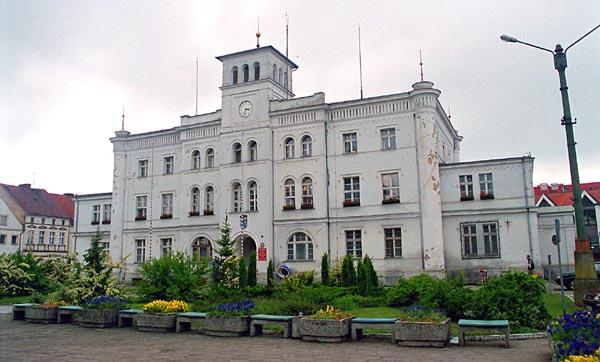

斯克維日納（波兰语：Skwierzyna），旧称瓦尔特河畔什未林（德语：Schwerinander Warthe）是波蘭西部的一个城鎮，距離首府大波蘭地區戈茹夫23公里，由盧布斯卡省負責管轄，面積35.69平方公里，2006年人口10,010。
在1793年第二次瓜分波蘭的過程中，斯克維爾日納連同整個大波蘭地區被普魯士王國吞併。在拿破崙戰爭期間，它是1807年至1815年間波蘭人控制的華沙公國的一部分。它於1815年併入普鲁士属的波森大公國的伯恩鮑姆县，1848年成為波森省。1871年它随普鲁士成為了德意志帝國的一部分。從1887年起，它是普魯士波森省什未林行政区的行政所在地。什未林的許多波蘭居民參加了大波蘭起義（1918-19年），目的是在1918年重新獲得獨立後將該鎮與波蘭重新統一。雖然波蘭方面認為該鎮是歷史悠久的、波蘭國家搖籃的大波蘭的一部分，因此應該通過歷史權利併入重生的波蘭，但該鎮的人口絕大多數是講德語的。因此在一战后它被分配留在德國，作為波森-西普魯士省的一部分。
波森-西普魯士於1938年解散，什未林成為勃蘭登堡省的一部分。二戰期間的1939年和1940年，德國在該鎮建立了波蘭人集中營。該鎮是德國本土的一部分，直到1945年1月31日被紅軍佔領。在第二次世界大戰結束時，根據波茨坦協議，該鎮再次成為了波蘭人民共和国的一部分，但由蘇聯控制的共產主義政權繼續掌權直到1980年代末期。

## 外部連結
- Skwierzyna（页面存档备份，存于）
- Skwierzyna（页面存档备份，存于）
- VirtualtourofSkwierzyna（页面存档备份，存于）
- JewishCommunityinSkwierzyna（页面存档备份，存于）onVirtualShtetl

52°36′N 15°30′E / 52.600°N 15.500°E